# Regió del Nord (Portugal)
La regió del Nord (en portuguès Região do Norte) és una regió portuguesa, que comprèn el districte de Viana do Castelo, el districte de Braga, el districte de Porto, el districte de Vila Real, el districte de Bragança i part dels districtes d'Aveiro, Viseu i Guarda. Limita al nord amb Galícia (províncies de Pontevedra i Ourense), a l'est amb Castella i Lleó (províncies de Zamora i Salamanca), al sud amb la regió del Centre i a l'oest amb l'oceà Atlàntic. Àrea: 21.278 km² (un 24% del Portugal Continental). Població (2007): 4.196.354 (un 37% del Portugal Continental). Les ciutats més poblades són Porto, Vila Nova de Gaia i Braga.
Històricament formava la part sud del Regne de Galícia.

## Subregions
La regió del Nord compren les següents subregions:
- Alt Trás-os-Montes (14 municipis; 8.171 km²; 223.259 habitants). Principals ciutats: Bragança i Chaves
- Ave (8 municipis; 1.245 km²; 509.969 habitants). Principal ciutat: Guimarães
- Cávado (6 municipis; 1.246 km²; 393.064 habitants). Principals ciutats: Braga i Barcelos
- Douro (19 municipis; 4.110 km²; 221.853 habitants). Principals ciutats: Vila Real i Lamego
- Entre Douro e Vouga (5 municipis; 861 km²; 276.814 habitants). Principals ciutats: São João da Madeira, Santa Maria da Feira i Oliveira de Azeméis
- Gran Porto (5 municipis; 815 km²; 1.260.679 habitants). Principals ciutats: Porto, Vila Nova de Gaia, Matosinhos, Rio Tinto, Ermesinde, Póvoa de Varzim i Vila do Conde
- Minho-Lima (10 municipis; 2.219 km²; 250.273 habitants). Única ciutat: Viana do Castelo
- Tâmega (15 municipis; 2.621 km²; 551.301 habitants). Principals ciutats: Penafiel, Amarante, Felgueiras i Paredes